# Bruay-la-Buissière
Bruay-la-Buissière és un municipi francès, situat al departament del Pas de Calais i a la regió dels Alts de França. L'any 1999 tenia 23.998 habitants.